# Martin Heider
Martin Heider (* 17. August 1986 in Opava, Tschechoslowakei) ist ein ehemaliger deutsch-tschechischer Eishockeyspieler, der in Deutschland unter anderem bei den Schwenninger Wild Wings, Dresdner Eislöwen, ESV Kaufbeuren und dem EHC Bayreuth aktiv war.

## Karriere
Martin Heider begann seine Karriere als Eishockeyspieler in seiner Heimatstadt beim HC Slezan Opava, in dessen Nachwuchsbereich er bis 2003 aktiv war. Anschließend wechselte der Angreifer zum HC Havířov, für dessen erste Mannschaft er in der Saison 2004/05 sein Debüt im professionellen Eishockey gab, als er 14 Mal in der 1. Liga, der zweiten tschechischen Spielklasse, auf dem Eis stand. Nach vier Jahren in Havířov wechselte der Tscheche im Sommer 2007 zu den SERC Wild Wings, für die er in den folgenden beiden Spielzeiten insgesamt 72 Spiele in der 2. Bundesliga absolvierte. Dabei erzielte der Linksschütze 20 Scorerpunkte, darunter acht Tore, ehe er vor der Saison 2009/10 von den Grizzly Adams Wolfsburg aus der DEL verpflichtet wurde.
Bei den Grizzlies erhielt er einen Probevertrag, der nach 17 Spielen nicht verlängert wurde. Im Januar 2010 wurde er vom EV Ravensburg aufgrund von Verletzungsausfällen mit einem Vertrag bis Saisonende ausgestattet. Im August 2010 erhielt er einen Probevertrag bei den Dresdner Eislöwen, der vor Saisonbeginn verlängert wurde. Im Sommer 2011 versuchte er über einen Probetraining beim HC České Budějovice einen Vertrag für die Extraliga zu bekommen, bekam aber kein solches Angebot. Daher verblieb Heider in Dresden und wurde in der folgenden Spielzeit als Verteidiger eingesetzt. 2013 verließ Heider die Eislöwen und wurde von den Eispiraten Crimmitschau verpflichtet. Anschließend folgten zwei Jahre beim ESV Kaufbeuren, ehe er 2016 vom EHC Bayreuth unter Vertrag genommen wurde. Dort wurde sein Vertrag mehrfach verlängert. Während der Saison 2019/20 erlitt Heider mehrere Verletzungen, so dass er seine sportliche Karriere beenden musste.

## Karrierestatistik
(Legende zur Spielerstatistik: Sp oder GP = absolvierte Spiele; T oder G = erzielte Tore; V oder A = erzielte Assists; Pkt oder Pts = erzielte Scorerpunkte; SM oder PIM = erhaltene Strafminuten; +/− = Plus/Minus-Bilanz; PP = erzielte Überzahltore; SH = erzielte Unterzahltore; GW = erzielte Siegtore; 1 Play-downs/Relegation; Kursiv: Statistik nicht vollständig)